# Кос де ла Сел
Кос де ла Сел (фр. Causse-de-la-Selle) је насеље и општина у јужној Француској у региону Лангдок-Русијон, у департману Еро која припада префектури Монпелије.
По подацима из 2011. године у општини је живело 344 становника, а густина насељености је износила 7,61 становника/km². Општина се простире на површини од 45,19 km². Налази се на средњој надморској висини од 257 метара (максималној 640 m, а минималној 68 m).

## Демографија
| 1962. | 1968. | 1975. | 1982. | 1990. | 1999. | 2011. |
| ----- | ----- | ----- | ----- | ----- | ----- | ----- |
| 154   | 169   | 188   | 171   | 194   | 291   | 344   |

График промене броја становника у току последњих година